# Kai Kamaka III
Jonathan Kai Kamaka III (5 de enero de 1995, Ewa Beach, Hawái, Estados Unidos) es un artista marcial mixto estadounidense que compite en la división de peso pluma de Professional Fighters League y Bellator MMA. Anteriormente compitió en Ultimate Fighting Championship (UFC).

## Antecedentes
Kai tiene un hermano llamado Tristin Kamaka que es un ex receptor de fútbol de la Universidad de Hawái. Estudió en la Universidad de Midland. Su primo es Ray Cooper III que es el campeón de peso wélter de la PFL y también su esquinero. Su tío Ronal Jhun es un antiguo veterano de la UFC.
Kamaka conoce al director de la UFC, Sean Shelby, desde su infancia, cuando Sean era camarógrafo de las promociones de MMA en Hawái.

## Carrera de artes marciales mixtas

### Carrera temprana
En su debut en las MMA en KOTC Mana, se enfrentó a Anthony Reyes y lo derrotó por decisión unánime. Kamaka sometió a Nui Wheeler en Destiny Na Koa 6 por estrangulamiento en el primer asalto. Tras perder sus dos siguientes combates contra Andrew Natividad y Jeff Mesa, en KOTC Energetic Pursuit, derrotó a Rick James por decisión unánime. Kamaka iii derrotó a Mauricio Díaz por decisión unánime en KOTC Highlight Reel.

### Bellator MMA/LFA
Kamaka se enfrentó a Shojin Miki en Bellator 213 el 15 de diciembre de 2018. Ganó el combate por decisión unánime.
Kamaka se enfrentó a Spencer Higa en Bellator 236 el 21 de diciembre de 2019. Ganó el combate por decisión unánime.
Después de ganar una decisión unánime contra Michael Stack en la LFA 87 el 31 de julio de 2020, recibió la llamada para hacer su debut en la UFC con un aviso extremadamente corto.

### Ultimate Fighting Championship
Debutó en la UFC contra Tony Kelley el 15 de agosto de 2020 en UFC 252. Ganó el combate por decisión unánime. Este combate le valió un premio de bonificación de Pelea de la Noche.
Kamaka se enfrentó a Jonathan Pearce en UFC on ESPN: Smith vs. Clark el 28 de noviembre de 2020. Perdió el combate por TKO en el segundo asalto.
Kamaka se enfrentó a T.J. Brown en UFC on ESPN: Reyes vs. Procházka el 1 de mayo de 2021. Perdió el combate por una controvertida decisión dividida. 15 de los 15 miembros de los medios de comunicación puntuaron el combate a favor de Kamaka.
Kamaka se enfrentó a Danny Chavez, en sustitución del lesionado Choi Doo-ho, el 31 de julio de 2021 en UFC on ESPN: Hall vs. Strickland. A Kamaka se le descontó un punto en el segundo asalto por un golpe ilegal en la ingle, por lo que la pelea fue calificada como un empate mayoritario. 11 de 13 medios de comunicación puntuaron el combate como una victoria para Kamaka.

### Regreso a Bellator MMA
El 28 de septiembre de 2021, Kamaka firmó un contrato con Bellator para regresar a la promoción.
Kamaka, reemplazando a Keoni Diggs, enfrentó a John de Jesus el 3 de diciembre de 2021, en Bellator 272. Ganó la pelea por decisión unánime.
Kamaka enfrentó a Kevin Boehm el 9 de diciembre de 2022, en Bellator 289. Ganó la pelea por TKO en el tercer asalto.
Kamaka enfrentó a Adli Edwards el 22 de abril de 2023, en Bellator 295. Ganó la pelea por decisión unánime.
Kamaka enfrentó a Henry Corrales el 7 de octubre de 2023, en Bellator 300. Ganó la pelea por decisión dividida.

### Professional Fighters League

#### Temporada 2024
Kamaka enfrentó a Bubba Jenkins el 19 de abril de 2024, en PFL 3. Ganó la pelea por decisión unánime.
Kamaka enfrentó a Pedro Carvalho el 28 de junio de 2024, en PFL 6. Ganó la pelea por decisión unánime.
Kamaka está programado para enfrentar a Brendan Loughnane en la semifinal del torneo de peso pluma de PFL de 2024, en PFL 9.

## Vida personal
Kai tiene tres hijos con su esposa y actualmente reside en Las Vegas.

## Campeonatos y logros
- Ultimate Fighting Championship
  - Pelea de la Noche (una vez) vs. Tony Kelley.[10]

## Récord en artes marciales mixtas
| Récord profesional | Récord profesional | Récord profesional |
| 20 peleas          | 14 victorias       | 5 derrotas         |
| ------------------ | ------------------ | ------------------ |
| Nocaut             | 1                  | 2                  |
| Sumisión           | 1                  | 0                  |
| Decisión           | 12                 | 3                  |
| Empates            | 1                  | 1                  |

| Resultado | Récord | Oponente          | Método                      | Evento                           | Fecha                   | Ronda | Tiempo | Localización                | Notas                                                                                       |
| --------- | ------ | ----------------- | --------------------------- | -------------------------------- | ----------------------- | ----- | ------ | --------------------------- | ------------------------------------------------------------------------------------------- |
|           |        | Brendan Loughnane |                             | PFL 9                            | 23 de agosto de 2024    |       |        | Washington D. C.            | Semifinal del Torneo de Peso Pluma de PFL de 2024.                                          |
| Victoria  | 14–5–1 | Pedro Carvalho    | Decisión (unánime)          | PFL 6                            | 28 de junio de 2024     | 3     | 5:00   | Sioux Falls, Dakota del Sur |                                                                                             |
| Victoria  | 13–5–1 | Bubba Jenkins     | Decisión (unánime)          | PFL 3                            | 19 de abril de 2024     | 3     | 5:00   | Chicago, Illinois           |                                                                                             |
| Victoria  | 12–5–1 | Henry Corrales    | Decisión (dividida)         | Bellator 300                     | 7 de octubre de 2023    | 3     | 5:00   | San Diego, California       |                                                                                             |
| Victoria  | 11–5–1 | Adli Edwards      | Decisión (unánime)          | Bellator 295                     | 22 de abril de 2023     | 3     | 5:00   | Honolulu, Hawái             |                                                                                             |
| Victoria  | 10–5–1 | Kevin Boehm       | TKO (golpes)                | Bellator 289                     | 9 de diciembre de 2022  | 3     | 2:23   | Uncasville, Connecticut     |                                                                                             |
| Derrota   | 9–5–1  | Justin Gonzales   | Decisión (dividida)         | Bellator 279                     | 23 de abril de 2022     | 3     | 5:00   | Honolulu, Hawái             |                                                                                             |
| Victoria  | 9–4–1  | John De Jesus     | Decisión (unánime)          | Bellator 272                     | 3 de diciembre de 2021  | 3     | 5:00   | Uncasville, Connecticut     |                                                                                             |
| Empate    | 8-4-1  | Danny Chavez      | Empate (mayoritario)        | UFC on ESPN: Hall vs. Strickland | 31 de julio de 2021     | 3     | 5:00   | Las Vegas, Nevada           | A Kamaka se le descontó un punto en el segundo asalto por un golpe en el ojo y en la ingle. |
| Derrota   | 8-4    | T.J. Brown        | Decisión (dividida)         | UFC on ESPN: Reyes vs. Procházka | 1 de mayo de 2021       | 3     | 5:00   | Las Vegas, Nevada           |                                                                                             |
| Derrota   | 8-3    | Jonathan Pearce   | TKO (golpes)                | UFC on ESPN: Smith vs. Clark     | 28 de noviembre de 2020 | 2     | 4:48   | Las Vegas, Nevada           |                                                                                             |
| Victoria  | 8-2    | Tony Kelley       | Decisión (unánime)          | UFC 252                          | 15 de agosto de 2020    | 3     | 5:00   | Las Vegas, Nevada           | Pelea de la Noche.                                                                          |
| Victoria  | 7-2    | Michael Stack     | Decisión (unánime)          | LFA 87                           | 31 de julio de 2020     | 3     | 5:00   | Sioux Falls, Dakota del Sur |                                                                                             |
| Victoria  | 6-2    | Spencer Higa      | Decisión (unánime)          | Bellator 236                     | 21 de diciembre de 2019 | 3     | 5:00   | Honolulu, Hawái             | Debut en el peso pluma.                                                                     |
| Victoria  | 5-2    | Shojin Miki       | Decisión (unánime)          | Bellator 213                     | 15 de diciembre de 2018 | 3     | 5:00   | Honolulu, Hawái             |                                                                                             |
| Victoria  | 4-2    | Mauricio Diaz     | Decisión (unánime)          | KOTC: Highlight Reel             | 10 de junio de 2018     | 3     | 5:00   | Ontario, California         |                                                                                             |
| Victoria  | 3-2    | Rick James        | Decisión (unánime)          | KOTC: Energetic Pursuit          | 24 de febrero de 2018   | 3     | 5:00   | Ontario, California         |                                                                                             |
| Derrota   | 2-2    | Jeff Mesa         | Decisión (unánime)          | PXC 56                           | 25 de marzo de 2017     | 3     | 5:00   | Mangilao                    |                                                                                             |
| Derrota   | 2-1    | Andrew Natividad  | TKO (parada médica)         | KOTC: Sanctioned                 | 14 de junio de 2015     | 1     | 4:40   | San Jacinto, California     |                                                                                             |
| Victoria  | 2-0    | Nui Wheeler       | Sumisión (rear-naked choke) | Destiny Na Koa 6                 | 3 de agosto de 2014     | 1     | 3:20   | Honolulu, Hawái             |                                                                                             |
| Victoria  | 1-0    | Anthony Reyes     | Decisión (unánime)          | KOTC: Mana                       | 20 de octubre de 2012   | 2     | 5:00   | Honolulu, Hawái             | Debut en el peso gallo.                                                                     |